# Malalai Joya
Malalai Joya (en persa: ملالی جویا) (Fecha de nacimiento: 25 de abril de 1978) es una política afgana. Al ser elegida miembro del Parlamento por la provincia de Farah, denunció públicamente la presencia de los señores de la guerra y criminales de guerra en el parlamento afgano.
En mayo de 2007, Joya fue expulsada del parlamento acusada de haber insultado a los colegas representantes en una entrevista de televisión. Su suspensión, la cual ha sido actualmente apelada, ha generado una protesta internacional y llamamientos para su reincorporación firmados por escritores de gran prestigio, intelectuales como Naomi Klein y Noam Chomsky, y políticos, incluyendo miembros del Parlamento de Canadá, Alemania, Reino Unido, Italia y España. Joya ha sido comparada con el símbolo del movimiento de la democracia de Burma, Aung San Suu Kyi. Ella fue elegida para dirigirse al Parlamento Europeo en mayo de 2008. En 2008, Joya ha comenzado a escribir unas memorias con el escritor canadiense Derrick O'Keefe.
La vida y actividad política de Malalai Joya han inspirado un romance de aventura publicado en Italia: "La leggenda del Burqa"  de Thomas Pistoia.